# Брауверс, Йерун
Йерун Брауверс (нидерл. Jeroen Godfried Maria Brouwers; 30 апреля 1940, Батавия — 11 мая 2022, Маастрихт) — нидерландский писатель и журналист.

## Биография
Четвёртый ребёнок в семье служащего. После японского вторжения и капитуляции Королевской армии (1943) его отец был заключён в концлагерь под Токио, а Йерун вместе с бабушкой, матерью и сестрой оказались интернированы в японский лагерь неподалёку от Джакарты. После окончания войны семья поселилась в Баликпапане на острове Борнео, а в 1947—1948 перебралась в Нидерланды.
С десятилетнего возраста воспитывался в различных католических пансионах. Окончил школу в Делфте (1955). Отслужил в армии (1958—1961), затем занялся журналистикой — работал в Неймегене, Амстердаме, Брюсселе. Часто переезжал вместе с семьёй, жил в разных городах Нидерландов и Фландрии.

## Произведения
- 1964 — Het mes op de keel, новеллы
- 1967 — Joris Ockeloen en het wachten, роман
- 1968 — De toteltuin, новеллы
- 1969 — Groetjes uit Brussel, новеллы
- 1973 — Zonder trommels en trompetten, повесть
- 1975 — Анекдотическая история нидерландской литературы/Zachtjes knetteren de letteren. Een eeuw Nederlandse literatuurgeschiedenis in anekdoten (дополненное изд. 2001)
- 1977 — Zonsopgangen boven zee, роман
- 1977 — Klein leed, новеллы
- 1978 — Мои годы во Фландрии/Mijn Vlaamse jaren, мемуары
- 1979 — Новый Ревизор/ De nieuwe Revisor, памфлет
- 1979 — Записная книжка/ Kladboek, эссе
- 1979 — Het verzonkene, роман
- 1980 — De bierkaai. Kladboek 2, эссе
- 1981 — Декантированное красное/Bezonken rood, роман (премия Фемина)
- 1981 — Et in Arcadia ego, новелла
- 1982 — De spoken van Godfried Bomans, эссе
- 1982 — Alleen voor Vlamingen, эссе
- 1982 — Es ergo sum, эссе
- 1983 — Verhalen en levensberichten, рассказы
- 1983 — Zonder onderschriften, пьеса
- 1984 — De laatste deur, эссе
- 1984 — Зимний свет/ Winterlicht, роман
- 1986 — Hélène Swarth: haar huwelijk met Frits Lapidoth, 1894—1910, эссе
- 1986 — De sprong, повесть
- 1986 — Hij is reeds aan de overzijde, некрологи
- 1987 — Kroniek van en karakter. Deel 1 (1976—1981) 'De Achterhoek', письма
- 1987 — Kroniek van een karakter. Deel 2 (1982—1986 'De oude Faust', письма
- 1987 — De schemerlamp van Hélène Swarth, эссе
- 1988 — Sire, er zijn geen Belgen , эссе
- 1988 — Всемирный потоп/ De zondvloed, роман
- 1989 — Het tuurtouw, эссе
- 1990 — Zomervlucht, роман
- 1991 — Het vliegenboek. Kladboek 3, эссе
- 1993 — Het is niets, эссе
- 1993 — Verwoeste levens
- 1994 — Het circus der eenzaamheid. Kladboek 4, эссе
- 1994 — Фламандские львы/ Vlaamse leeuwen, эссе
- 1995 — Adolf & Eva & de Dood, эссе
- 1995 — Oefeningen in nergens bijhoren, эссе
- 1996 — Het aardigste volk ter wereld: Willem Frederik Hermans in Brussel. Bijdrage aan zijn biografie
- 1996 — De vervulling, рассказы
- 1998 — Alles is iets, дневники и письма
- 1998 — De verliefden, hommage aan Fernand Victor Toussaint van Boelaere, 50 jaar na overlijden
- 1998 — Een beroemde naamgenoot
- 1998 — Terug thuis, verhalen, leerervaringen, voetnoten
- 1999 — Al dat papier
- 1999 — De zwarte zon, essays over zelfmoord en literatuur in de 20e eeuw
- 2000 — Geheime kamers, роман
- 2001 — Papieren levens
- 2004 — Stoffer en blik
- 2005 — De schemer daalt
- 2006 — In het midden van de reis door mijn leven (Oerboek)
- 2009 — Een nieuw Requiem, драма
- 2011 — Горькие цветы/ Bittere bloemen, роман

## Признание
Один из наиболее признанных нидерландских писателей. Лауреат многих премий — ему присуждены премия Мультатули (1980, 2001), Константина Хёйгенса (1993), Золотая Сова (1995, 2001, 2008), премия Фемина за иностранную книгу (1995), Литературная премия Нидерландов (2007, отказался), Фламандско-Нидерландская премия за вклад в культуру (2009) и др. Орден Фламандского льва (1992). Кавалер бельгийского Ордена Короны (1993).